# 鲍勃·斯旺
鲍勃·斯旺 (，又被译为司睿博) 美国企业家。2019年1月至2021年2月15日，任英特尔公司的首席执行官。

## 生平
出生于锡拉丘兹，于1978年毕业于柯克伦高中。他于1983年获得了纽约州立大学布法罗分校的工商管理学士学位，并于1985年获得了宾汉顿大学的工商管理碩士学位。
自1985年取得MBA后，司睿博进入通用电气工作了十五年，期间还曾担任过电子数据系统的首席财务官。2001年，其担任诺斯洛普·格鲁门公司的首席财务官职务。
2006年2月至2015年7月，司睿博担任eBay的首席财务官职务，并于2015年为eBay的分拆PayPal上市案提供支持。
2016年9月，司睿博被英特尔聘请为首席财务官，并于2016年10月10日正式加入英特尔，担任执行副总裁，这是自1983年以来英特尔第一位外聘CFO。时任英特尔CEO的布莱恩·科再奇辞职后，司睿博于2018年6月21日，被任命为英特尔的临时首席执行官；截止至2019年1月31日，司睿博被任命为CEO之前，其一直担任英特尔的临时首席执行官兼首席财务官职务。
2021年1月13日，英特尔宣布鲍勃·斯旺辞去首席执行官一职，由帕特里克·格爾辛格于同年2月15日接任。这一消息公开后，英特尔股价上涨了7％。